# Ministro di Stato della Norvegia
Il Ministro di Stato della Norvegia (in norvegese Norges statsminister) è il capo del governo del Regno di Norvegia.
Il Ministro di Stato e il Consiglio di Stato (composti dai ministri del governo) sono responsabili collettivamente delle loro politiche e azioni nei confronti del monarca, dello Storting (il Parlamento monocamerale norvegese), del loro partito politico e, infine, dell'elettorato. In pratica, poiché è quasi impossibile per un governo rimanere in carica contro la volontà dello Storting, il ministro di Stato è principalmente responsabile di fronte allo Storting. Il ruolo è di solito ricoperto dal capo del partito di maggioranza o del partner principale della coalizione di governo.

## Nomina
Il ministro di Stato è nominato dal re e dall'introduzione del parlamentarismo nel 1884 (formalizzato per la prima volta nel 2007), deve avere il sostegno della maggioranza dei membri del parlamento. Il primo ministro è di solito un membro dello Storting, ma è tenuto a lasciare il seggio parlamentare in quanto membro del governo. Gli altri ministri del governo sono nominati dal re su raccomandazione del ministro di Stato.

## Ruolo e poteri
Il ruolo del ministro di Stato non è definito formalmente e si basa sulla pratica costituzionale piuttosto che sulla legislazione esplicita. Il ministro di Stato è membro del Consiglio di Stato, capo del governo e, in linea di principio, il consigliere più stretto del re. La sua autorità è determinata da diversi fattori:
- stabilisce l'agenda del governo e presiede le discussioni;
- sceglie gli altri membri del governo;
- è in genere il leader della maggioranza nello Storting.